# プラン9・フロム・アウタースペース
『プラン9・フロム・アウタースペース』（Plan 9 from Outer Space）は、1959年に製作されたアメリカのSFホラー映画。上映時間79分。監督・脚本・製作エド・ウッド。
深夜テレビで繰り返し放送され、一部でカルト的な人気を得ることとなった。やがて1976年に『ゴールデン・ターキー・アワード』という本の中で「史上最低の映画」として紹介され、ティム・バートン監督の映画『エド・ウッド』で脚光を浴びることとなった。
『プラン９』とは宇宙人が劇中で行う作戦手法一般の名前である。今回の作戦の通し番号ではない。
モノクロ作品だが、近年カラーライズ版が作られ、配信されている。

## あらすじ
物語のナレーター、クリズウェルの予言から始まる。クリズウェルは未来への注意を呼びかけ、「あの運命の日に何が起こったか」を語りだす。
アメリカン・フライト812のパイロット、ジェフ・トレント（グレゴリー・ウォルコット）は飛行中に突如強風に煽られる。外を見るとそこには「この世のものとは思えない」空飛ぶ円盤が出現していた。
一方で、ひとりの老人（ベラ・ルゴシ）の妻の葬式のあと、二人の墓掘り人夫が奇妙な音を聞いた。墓を出ようとしたそのとき、死んだはずの女性が歩いているのに出会ってしまう。
その後、妻を亡くした老人も（おそらく）交通事故によって死亡してしまう。なぜか地下墓地に埋葬された老人の葬式の帰りに、参列客が二人の墓掘り人夫の死体を発見し、ダニエル・クレイ警視（トー・ジョンソン）の率いる警察が現場に到着した。クレイ警視もまた死者に襲われる。

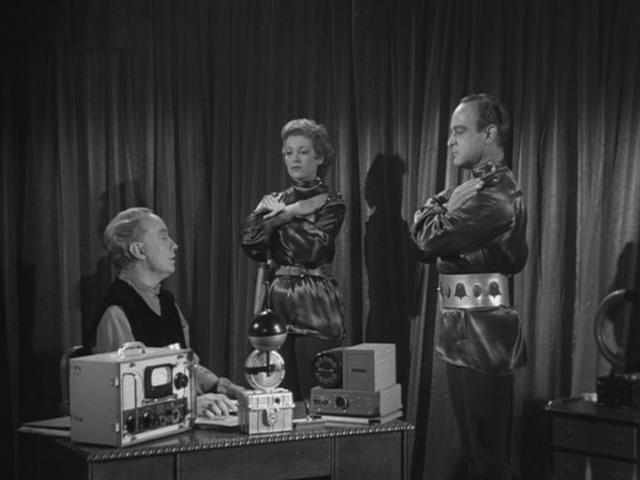
UFOの司令室。

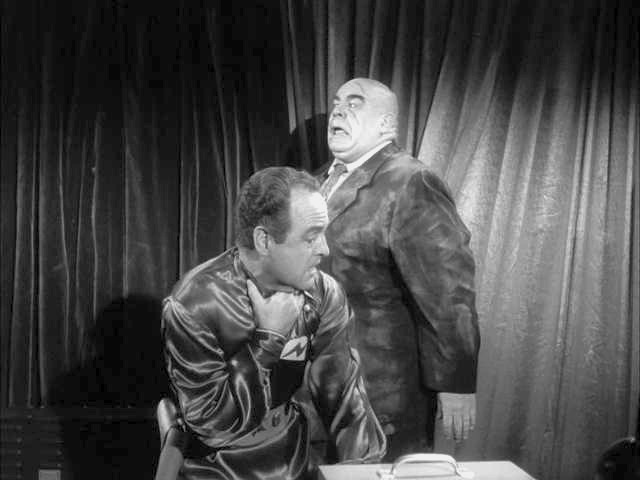
死体に襲われるシーン。

## キャスト
- ジェフ・トレント：グレゴリー・ウォルコット
- ポーラ・トレント：モナ・マッキノン
- ハーパー中尉：デューク・ムーア
- エドワーズ大佐：トム・キーン
- ダニエル・クレイ警視：トー・ジョンソン
- パトロール隊員ラリー：カール・アンソニー
- パトロール隊員ケルトン：ポール・マルコ
- パトロール隊員ジェイミー：コンラッド・ブルックス
- 将軍：ライル・タルボット
- 宇宙人エロス：ダドリー・マンラブ
- 宇宙人タンナ：ジョアンナ・リー
- 宇宙人の支配者：ジョン・ブリッケンリッジ
- 老人の妻：ヴァンパイラ
- 老人：ベラ・ルゴシ
- 予言者、ナレーター：クリズウェル

## スタッフ
- 監督：エドワード・D・ウッド・Jr.
- 製作：エドワード・D・ウッド・Jr.
- 原案：エドワード・D・ウッド・Jr.
- 脚本：エドワード・D・ウッド・Jr.
- 撮影：ウィリアム・C・トンプソン
- 音楽：ゴードン・ザーラー

## 製作の経緯
『プラン9・フロム・アウタースペース』は当初Grave Robbers from Outer Space（外宇宙からの墓荒らし）というタイトルで製作されていた。映画『エド・ウッド』の中ではスポンサーであるビバリーヒルズのバプテスト教会からのクレームでタイトルを変更したように描かれているが、これは創作である。
製作費を捻出するため、エド・ウッドはキャスト全員をバプテスト教会に帰依させた。バプテスト教会では、いわゆる洗礼にあたる儀式の際に全身を水に沈めること（全浸礼）が重要だとしている。このとき元プロレスラーのトー・ジョンソンの体が浸礼用の桶に入りきらなかったため、水泳用プールで浸礼を行った。
ベラ・ルゴシが製作開始後2週間で死去しているため彼の遺作となった。

## 公開
この映画の権利は教会が持っていたが、製作当時はあまりのつまらなさに上映権の買い手がまったくつかず、結局テレビ局に権利を安く買いたたかれることとなった。

## 評価
「史上最低の映画」という評判にもかかわらず、IMDbの最低100作品リストには入っていない。
ティム・バートン監督の映画『エド・ウッド』で注目を浴びた。『エド・ウッド』でベラ・ルゴシ役を演じたマーティン・ランドーは、役作りのためにベラ・ルゴシの全出演作品を見たが、「『ベラ・ルゴシのジャングル騒動』に比べれば、エド・ウッドの作品は『風と共に去りぬ』（のような名作）に見える」とコメントしている。